# Thunsjön

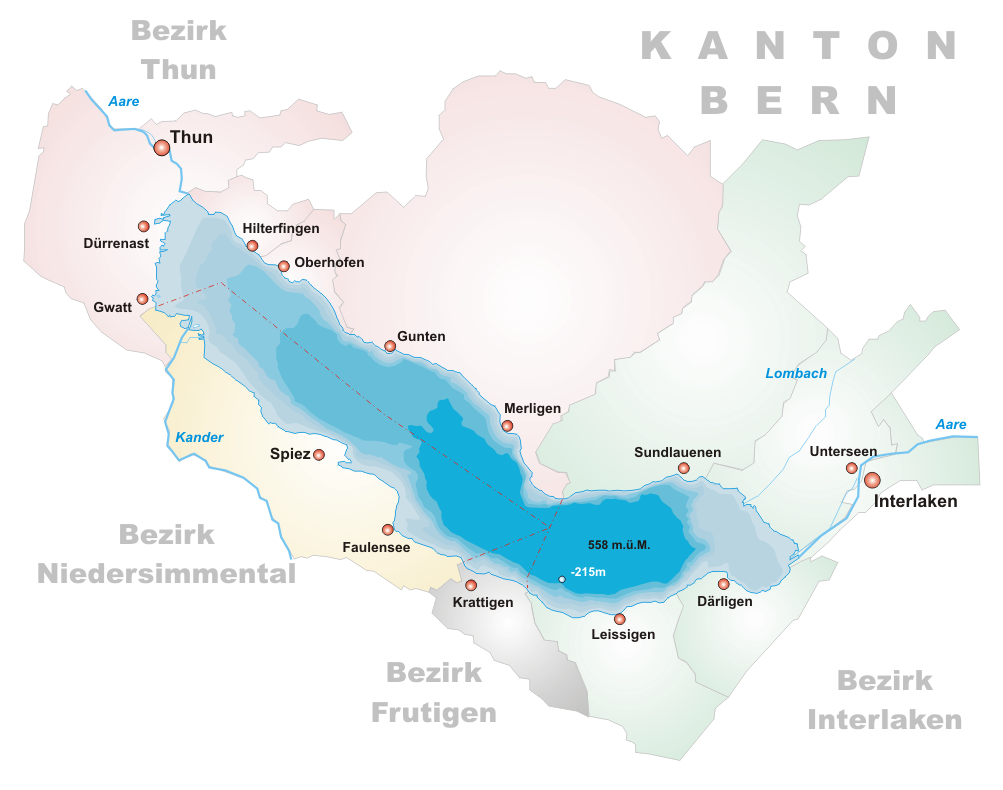
Karta över Thunsjön.

Thunsjön, tyska: Thunersee, är en insjö i Aare, belägen i Berner Oberland i Schweiz, belägen strax norr om Alperna. Sjöns namn kommer från Thun, den stad som ligger vid sjöns norra strand.
Under bronsåldern fanns det en bosättning på pålar i norra delen av sjön.
Fiske är viktigt. 2001 fångades totalt 53 000 kilo fisk. Sedan 1835 har det körts med passagerarbåtar på sjön, och totalt används tio passagerarbåtar, och trafiken körs av det lokala järnvägsbolaget BLS Lötschbergbahn.